# Christian (football, 2000)
Pour les articles homonymes, voir Christian.
Christian Roberto Alves Cardoso, plus simplement appelé Christian, né le 19 décembre 2000 à Curitiba, est un footballeur brésilien qui évolue au poste de milieu de terrain à Cruzeiro EC.

## Biographie

### Carrière en club
Issu de l'académie de l'Athletico Paranaense, Christian fait ses débuts en équipe première le 10 mars 2019, disputant le match du championnat de Paranaense remporté 8-2 contre Toledo (en),.
Prêté quelques mois à l'EC Juventude en 2019, Christian s'affirme ensuite au sein de l'effectif du CAP, dans un poste de milieu de terrain qui n'hésite pas à se projeter vers l'avant, marquant des buts décisifs à la fois en championnat et en Copa Libertadores,. Avec le club de Curitiba, il atteint les 8e de finale de la compétition continentale en 2019, où son équipe est éliminée de peu par le River Plate.

## Palmarès
Atlético Paranaense
- Championnat du Paraná
  - Champion en 2019 et 2020